# Feldpost der Amerikaner in Deutschland nach dem Ersten Weltkrieg 1918–1935
Die Feldpost der Amerikaner in Deutschland nach dem Ersten Weltkrieg basierte auf den geringen Erfahrungen der Amerikaner mit Feldpost im Krieg gegen Spanien (auf Kuba, Puerto Rico und den Philippinen sowie gegen Mexiko).

## Einrichtung von US-Postagenturen
Die US-Postverwaltung erlaubte am 13. Juni 1917 die Einrichtung einer US-Postagentur (United States Mail Agency) in Bordeaux oder einem anderen französischen Hafen, wenn dies vorteilhafter sein sollte.
Durch General Order Nr. 72 vom 9. Mai 1918 wurde die zivile Führung aufgegeben. Der „Military Postal Express Service“ wurde gegründet. Im November 1919, nachdem die meisten US-Soldaten in die Staaten zurückgekehrt waren, wurde der Postdienst auf drei Feldpostämter reduziert. Diese drei Feldpostämter waren: die Zentrale in Paris, das Feldpostamt der Dritten Armee in Koblenz und das Hafenpostamt in Antwerpen. Alle drei waren durch einen täglichen Kurierdienst verbunden. Amtschef des Feldpostamtes in Koblenz (A.P.O. 927) war Capt. Robert P. Bell, der später Postchef bei den A.F.G. (= American Forces Germany) wurde.
Zwischenzeitlich wurde die Dritte Armee in Deutschland aufgelöst. Die restlichen, verbliebenen Aufgaben übernahmen die neu gegründeten A.F.G. bis zum Abzug der letzten amerikanischen Truppen am 24. Januar 1923.
Die Zusammenarbeit mit der deutschen Reichspost kann als ausgesprochen gut bezeichnet werden. Ein großer Teil der Post von und an Mitglieder der US Army, die nicht in der Nähe des APO 927 stationiert waren, lief über die Reichspost. Die Briefe wurden über Hamburg in das internationale Postnetz eingeschleust. Anders war es mit den internationalen Postanweisungen, die ebenso häufig von US-Soldaten bei der Reichspost aufgegeben wurden. Sie wurden geschlossen beim APO 927 in Koblenz übergeben und weitergeleitet.

## Abstempelung

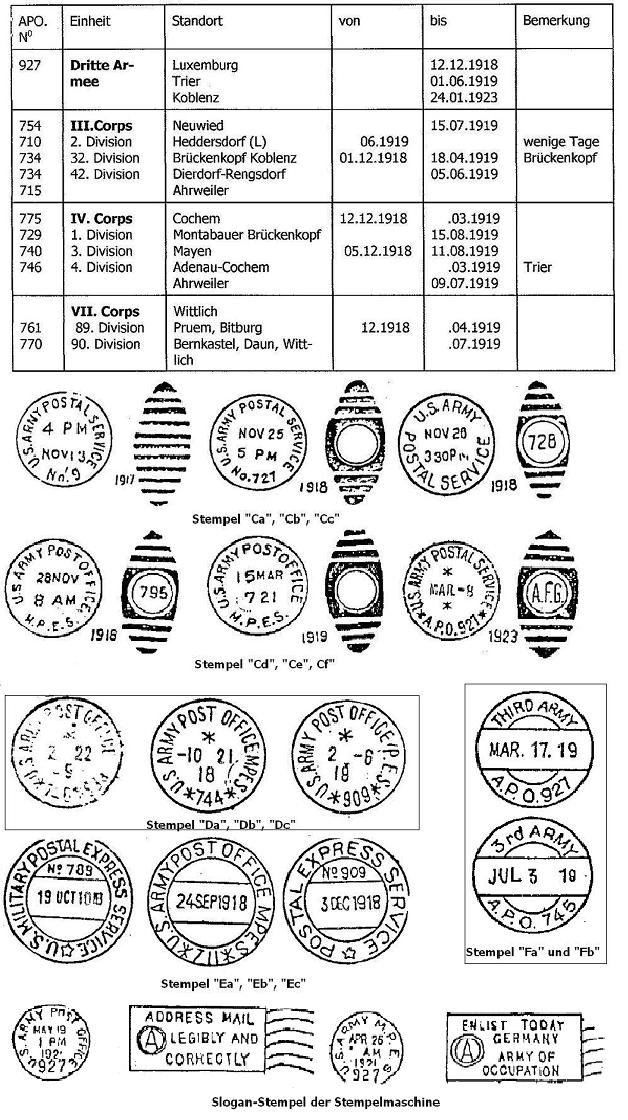
Amerikanische Feldpostämter und ihre Stempel

Es gab in Deutschland folgende amerikanische Feldpostämter (siehe Tabelle).
Zusätzlich zu den APOs der Einheiten gab es noch Standort-APOs in Neuwied (APO 910), Koblenz (APO 929 und 934), Trier (APO 930) und Berlin (APO 946), zudem das APO 750 der 33. Division, das sich vom 7. bis 16. Dezember 1918 in der Gegend von Saarburg (Rheinland-Pfalz) aufhielt. Eine kleine US-Marine-Einheit war für kurze Zeit in Danzig. Briefe von dieser Gruppe erhielten einen Einzeiler „U.S. Navy Port Office, Danzig, Germany“ und wurden per Kurier nach Paris zum APO 702 gebracht und dort gestempelt.
Während der Besatzungszeit der American Forces Germany wurden Stempel („Da“ und „Db“) angeschafft, wie sie zu dieser Zeit auch in Deutschland üblich waren. Es handelt sich dabei um Zweikreisstegstempel mit Segment oben und unten. Die Inschrift „THIRD ARMY“ steht im oberen Kreisbogen, die APO No. 745 oder 951 im unteren Bogen. Dieser Stempel wurde vom März 1919 bis 1920 verwendet. Ein weiterer Stempel ist vom Juni/Juli 1919 bekannt geworden.

## Frankierung
In der ersten Zeit des Krieges gab es noch keine Portofreiheit für Mitglieder der Truppe. Für unfrankierte Briefe, die als „Soldiers Mail“ gekennzeichnet waren, die Unterschrift eines Offiziers und den Stempel eines APO trugen, wurde nur das Porto, nicht aber eine Einzugsgebühr vom Empfänger erhoben. Der US-Kongress erließ ein Gesetz, das per General Order Nr. 48 vom 20. Oktober 1917 die Portofreiheit für die Truppe einführte. Sie umfasste allerdings keine Sonderdienste wie Einschreiben, Eilzustellung und Gelddienste. Für solche Sendungen war eine Gebühr von 10 Cent zu zahlen. Zivile Personen, die zusammen mit dem Roten Kreuz, YMCA oder den „Knights of Columbus“ die Truppe begleiteten, aber auch zivile Postbeamte des Feldpostdienstes waren von der Portobefreiung ausgeschlossen.
Die Portofreiheit wurde auf die Besatzungszeit ausgedehnt. Es ist ungewöhnlich, frankierte Briefe zu finden. Sie stammen dann von privaten Absendern, die die Feldpost zwar benutzen durften, aber dafür Porto zu zahlen hatten, sowie von der Absendung von Eil- oder Einschreibbriefen.
Offizielle US-Post an Orte in Deutschland wurde von der deutschen Post frankiert, um eine Nachportoerhebung zu vermeiden, oder aber portofrei befördert.
Post in andere Länder wurden mit beschlagnahmten deutschen Marken nach den Sätzen und Vorschriften des Weltpostvereins frankiert und gestempelt.